# Juan Alvarez de Almorox
Juan Álvarez de Almorox (vers el 1470 - Toledo, 21 de novembre, 1551) va ser un compositor musical espanyol del Renaixement.
Durant els anys de 1482 i 1510 va estar al servei del rei Ferran el Catòlic a la Catedral de Segòvia i se'n conserven diverses de les composicions, una d'elles una missa a tres veus que és qualificada com una de les meravelles del contrapunt.